# Glenn Hagel
Pour les articles homonymes, voir Hagel.
Glenn Joseph Hagel (né le 17 août 1949) est un homme politique provincial et municipal canadien de la Saskatchewan. Il représente la circonscription de Moose Jaw North, Moose Jaw Palliser et à nouveau Moose Jaw North à titre de député du Nouveau Parti démocratique de la Saskatchewan de 1986 à 2007.
Durant son passage à l'Assemblée législative de la Saskatchewan il sert comme président (speaker) de 1996 à 1999.

## Biographie
Né à Drumheller en Alberta, Hagel étudie à l'Université du Manitoba et à l'Université de Regina. Avant son entrée en politique, Hagel travaille comme conseiller, éducateur et coordonnateur pour plusieurs organisations. Il marrie Karen Gifco, avec qui il a deux filles.

## Vie publique

### Politique provinciale
Élu député de Moose Jaw North en 1986, après une défaite en 1982, il est réélu en 1991, 1995, 1999, 2003. Après avoir servi comme Président de l'Assemblée, il entre au cabinet des premiers ministres Roy Romanow et Lorne Calvert à titre de ministre de l'Éducation post-secondaire et des Techniques d'apprentissage de 1999 à 2001, ministre des Services sociaux de 2001 à 2003, ministre de la Loterie de 2002 à 2003 et de 2006 à 2007, ministre des Ressources communautaires et de l'Emploi en 2003, Secrétaire provincial de 2006 à 2007 et ministre de la Culture, de la Jeunesse et des Loisirs de 2006 à 2007.
Alors leader du gouvernement en 2007, il démissionne de cette fonction alors que la GRC enquêtait sur une affaire possiblement frauduleuse concernant le parti en 1990.
Sa carrière en politique provinciale prend fin avec sa défaite face à Warren Michelson du Parti saskatchewanais lors des élections générales de 2007 Hagel is widely seen as losing his seat in the legislature due to a cover-up in the NDP caucus.

### Politique municipale
Retiré de la politique provinciale, il se présente à la mairie de Moose Jaw lors des élections municipales de 2009 et est élu avec facilité. Il n'effectuera qu'un seul mandat à la mairie puisqu'il ne se représentera pas en 2012.
Au moment d'annoncer sa décision de ne pas se représenter, il déclare par voie de communiqué: « Je me suis présenté lors de huit élections ici à Moose Jaw, chaque fois avec l'approbation de ma famille. Nous avons maintenant décidé que le temps était venu que je prenne ma retraite de la vie politique ».